# Adrienne Clostre
Adrienne Clostre, nascuda el 9 d'octubre de 1921 a Thomery, Seine-et-Marne, i morta el 5 d'agost de 2006 a Serrières, l'Ardèche, fou una compositora francesa d'òpera i especialista del teatre líric.

## Carrera musical
El seu pare, dedicat a la filosofia i al cant, i la seva mare, a la música i la literatura, van afavorir un context que aviat va fer aflorar les seves qualitats musicals i literàries. Va estudiar al Conservatori de París com a alumna d'Yves Nat per al piano, Noël Gallon per a contrapunt i fuga, Jean Gallon, Darius Milhaud, Jean Rivier i Olivier Messiaen per a la composició.
El llenguatge musical d’Adrienne Clostre, influït per la tècnica en sèrie, continua lligat a l'escriptura melòdica. La seva obra busca una nova forma d'espectacle musical, fortament influït per l'art teatral i amb la intenció de construir un «teatre de l'ànima» en què la música expressi la recerca metafísica. Inclou òperes i composicions escèniques, amb veu parlada i cantada, obres simfòniques, composicions instrumentals... També ha fet composicions per a orgue. Per al llibret de les seves obres s'inspira en una àmplia diversitat de temes: la literatura nòrdica o medieval, l'obra d'altres artistes i filòsofs, gestes esportives, personatges, esdeveniments...

## Reconeixements
Va guanyar el Primer Gran Premi de Roma el 1949. Fou guardonada també amb el Gran Premi musical de la Ville de París l'any 1955, el Premi Florence Gould l'any 1976 i el Premi Música de la SACD l'any 1987.

## Vida privada
Es va casar l'any 1951 a la Vil·la Mèdici de Roma amb l'arquitecte Robert Biset, amb el qual tingué dues filles.

## Obres
- La Resurrecció de Lazare, (Premi de Roma), 1949
- Sonate pour deux pianos, trompette i percussió, 1951
- Espectacle Txékhov, 1952
- The fioretti di San Francesco de Assisi, cantata de cambra, 1953
- Concert pour trompette, orchestre à cordes et timbales, 1954.
- Els músics de Breme, a parrtir del conte dels germans Grimm, 1957
- Concert pour le souper du Roi Louis II, 1957
- El cant del cigne, òpera en un acte a partir d'un conte de Txékhov, 1961
- Symphonie pour orchestre à cordes, 1962
- De patribus deserti, suite per a gran orquestra, 1965
- "Sie waren so schön und herrlich"..., cantata per a contralto i orquestra de ca̟mbra a partir de textos de Hoffmann, 1966
- Julien l'Apostat, òpera en vuit quadres a partir d'Ibsen, 1970
- Nietzsche, acció lírica l'any 12 seqüències basat en Nietzsche, 1975
- El tigre de oro y sombra, lectura musical de 9 poemes de Borges, 1979
- Cinc escenes de la vida italiana, espectacle musical en cinc escenes, 1980
- El secret, lectura musical del diari de Kierkegaard, 1982
- L'Albatros, acció dramàtica en nou seqüències a partir d'un text de Baudelaire, 1987
- Annapurna, acció musical en set seqüències basada en la novel·la de Maurice Herzog, 1988
- Pintura i Llibertat, melodrama segons David i Michelet, 1989
- Waves, o una lectura per a piano de Virginia Woolf, 1990
- La Reina de Saba, per a orgue i percussions, 1990
- Garbo la solitària, suite per a violoncel sol, inspirada en Greta Garbo, 1992
- Lectura de Borges, espectacle musical en tres parts, 1992
- El triomf de la virtut, acció musical i dramàtica, 1993
- Roma Noel any 800, fresc musical, 1993
- La volta al món en 80 llengües, 1994
- Cartes italianes, melodrama, 1994
- L'ogre i el cavaller, homenatge a la memòria de Fassbinder, 1997
- Reanimació, melodrama en tres episodis, 1997
- Camille Claudel escultor, acció coreogràfica en tres episodis, 1997
- Sans tricher, à tout coup, c'est la loi, homenatge a Paul Auster, 1997
- Variacions italianes, per a piano
- Primer Llibre dels Reis, sonata per a orgue
- Sis diàlegs, per a oboè sol
- El combat amb l'àngel, per a trompeta i orgue
- Història de Galmich, per a piano
- Aria, per a flauta i piano
- Diversos concerts…

## Publicacions
- Adrienne Clostre, Ramon Pastor i Valery Arzoumanov, Recueil d'œuvres pour flûte à bec soprano et piano, Col·lecció Panorama, 1998.